# Rédemption par la lecture
Pour les articles homonymes, voir Rédemption (homonymie).
La « rédemption par la lecture » est une possibilité de remises de peine offerte aux détenus des prisons brésiliennes en contreparties de lectures. Le dispositif, optionnel et initié en 2009 dans quelques prisons pilotes, a été entériné en 2012 par le gouvernement de Dilma Rousseff et finalement été élargi au niveau fédéral en 2013 à la suite d'une recommandation du Conseil national de justice.

## Modalités
Le autorités brésiliennes ont fixé à 4 jours la remise de peine pour chaque livre lu, avec une limite de 48 jours de remise chaque année. À l’issue d’une période de lecture de 4 semaines par livre, le détenu (choisi par un comité) devra rédiger un compte rendu respectant certaines conditions. Les livres concernent la littérature contemporaine, les classiques, la philosophie ou les sciences.

## Sources
- France Télévisions, Pour sortir de prison, les Brésiliens se mettent à la lecture, sur le site Francetvinfo du 26/06/2012. Consulté le 27/06/2012.